# Casa Lilian Jenette Rice
La Casa Lilian Jeanette Rice (en inglés: Lilian Jeanette Rice House) es una casa histórica ubicada en Rancho Santa Fe, California. que se encuentra inscrita en el Registro Nacional de Lugares Históricos desde el 05 de agosto de 1991. Fue diseñada en 1924 por la propia arquitecta Lilian Jeanette Rice (1889-1971).

## Ubicación
La Casa Lilian Jeanette Rice se encuentra dentro del condado de San Diego en las coordenadas 33°01′03″N 117°12′16″O / 33.0175, -117.204444.